# Gerhard Gleirscher
Gerhard Gleirscher (Innsbruck, 14 de diciembre de 1969) es un deportista austríaco que compitió en luge en la modalidad individual. Sus hijos David y Nico compiten en el mismo deporte.
Ganó tres medallas en el Campeonato Mundial de Luge, en los años 1991 y 1997, y una medalla de plata en el Campeonato Europeo de Luge de 1992.
Participó en tres Juegos Olímpicos de Invierno, Albertville 1992, Lillehammer 1994 y Nagano 1998, ocupando en las tres ocasiones el séptimo lugar en la prueba individual.

## Palmarés internacional
| Campeonato Mundial | Campeonato Mundial    | Campeonato Mundial | Campeonato Mundial |
| Año                | Lugar                 | Medalla            | Prueba             |
| ------------------ | --------------------- | ------------------ | ------------------ |
| 1991               | Winterberg (Alemania) | Medalla de plata   | Equipo             |
| 1997               | Igls (Austria)        | Medalla de oro     | Equipo             |
| 1997               | Igls (Austria)        | Medalla de bronce  | Individual         |
| Campeonato Europeo |                       |                    |                    |
| Año                | Lugar                 | Medalla            | Prueba             |
| 1992               | Winterberg (Alemania) | Medalla de plata   | Equipo             |